# Patrice Ndedi Penda
 (avril 2022).
Patrice Ndedi Penda, né le 4 mars 1945 à Banya-Bonkeng (Yabassi), est un écrivain et dramaturge camerounais.

## Biographie
Pratrice Ndedi Penda est né en 1945 à Banya-Bonkeng, dans la région du Littoral au Cameroun.
Il fait ses études primaires au CEBEC de Deïdo et entame son cursus secondaire au lycée Joss à Douala.
Il poursuit ses études à Paris, où il obtient son baccalauréat. Il s'inscrit à la faculté des lettres et sciences humaines à l'université Paris-Nanterre, où il étudie la philosophie et la psychologie. Il se spécialise ensuite à l'École supérieure des transports de Paris,.
En 1975, il rentre au Cameroun et entame une vie professionnelle, en occupant un poste de chef de service du contrôle du fret maritime au Conseil national des chargeurs du Cameroun (CNCC) et écrit de nombreuses œuvres,.

## Publications
Patrice Ndedi Penda est l'auteur des œuvres suivantes.
- Patrice Ndedi Penda, Le fusil, Paris, ORTF, 1969 (réimpr. 1971 et 1973), 140 p. (présentation en ligne).
- Patrice Ndedi Penda, La corbeille d'ignames, Yaoundé, Éditions Clé, 1971, 61 p. (OCLC 963438532).
- Patrice Ndedi Penda, La nasse, Yaoundé, Éditions Clé, 1971, 154 p. (OCLC 1070079105).
- Patrice Ndedi Penda, Le caméléon : suivi de Les épouses stériles, Yaoundé, Éditions Clé, 1981 (réimpr. 1988), 116 p. (ISBN 978-2723500531).
- Patrice Ndedi Penda, Des milliards en fumée, t. 1, Douala, Publications Galaxie, 1991 (OCLC 33849059).
- Patrice Ndedi Penda, Le char des dieux, Paris, Radio France internationale, 1991 (réimpr. 1999 et 2009), 99 p. (présentation en ligne).
- Patrice Ndedi Penda, Le pouvoir aux deux visages : la terreur et la prospérité, Ahmadou Ahidjo, Douala, Publications Galaxie, 1992, 77 p. (OCLC 28977224).
- Patrice Ndedi Penda, Des milliards en fumée, t. 2, Douala, Publications Galaxie, 1996 (OCLC 33849059).
- Patrice Ndedi Penda, Le commandement opérationnel : roman, t. 1, Douala, Publications Galaxie, 2001 (OCLC 50041556).
- Patrice Ndedi Penda, L'habit ne fait pas le moine, Douala, Publications Galaxie, 2003, 99 p. (OCLC 55081534).
- Patrice Ndedi Penda, Le clan : la formation secrète d'une élite, Yaoundé, Éditions Clé, 2005, 265 p. (OCLC 73744875).
- Patrice Ndedi Penda, Cameroun, les parrains de la corruption : comment ils paralysent les structures de lutte, Yaoundé, Éditions Clé, 2006, 140 p. (ISBN 978-9956090426).